# Konstancin-Jeziorna
Pour les articles homonymes, voir Konstancin-Jeziorna (homonymie).
Konstancin-Jeziorna (prononciation : [kɔnsˈtant͡ɕin jɛˈʑɔrna]) est une ville de la voïvodie de Mazovie, dans le nord-est de la Pologne,
La ville est située approximativement à 20 kilomètres au sud de Varsovie (capitale de la Pologne) et appartient à l'aire métropolitaine de la capitale polonaise.
Elle couvre une surface de 17,1 km2 et comptait 16 963 habitants en 2011.
Konstancin-Jeziorna est le siège administratif (chef-lieu) de la gmina de même nom.

## Histoire
La ville a été formée en 1969 par la fusion des deux villes éponymes et d'un certain nombre de villages voisins.
De 1975 à 1998, elle faisait partie de la voïvodie de Varsovie.

Depuis 1999, elle est intégrée édans la voïvodie de Mazovie.

## Personnalités liées à la ville
- Stefan Żeromski (1864–1925)
- Wacław Gąsiorowski (1869–1939)
- Jan Wejchert (1950–2009)
- Irena Kwiatkowska (1912–2011)
- Danuta Rinn (1936–2006)
- Roman Bratny (1921)
- Leopold Buczkowski (1905–1989)

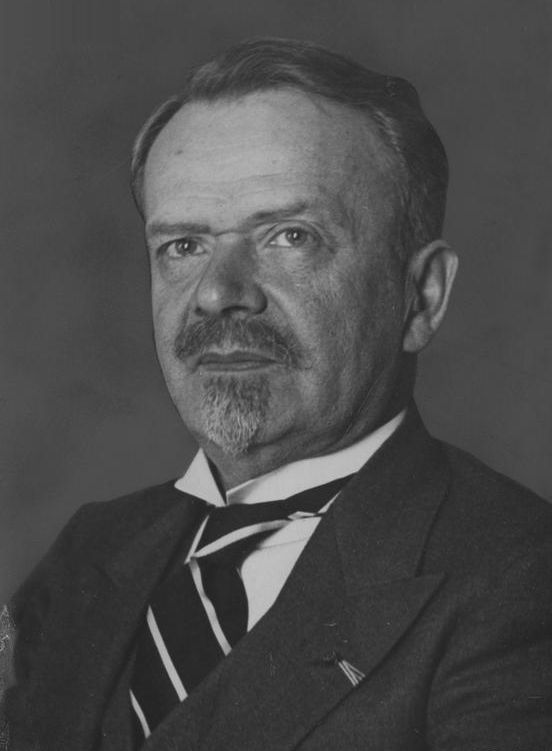
Wacław Gąsiorowski, écrivain et maire de Konstancina de 1936 à 1939

- Władysław Tatarkiewicz (1886–1980)
- Wanda Boniszewska (1907–2003)

## Relations internationales

### Jumelages
La ville de Konstancin-Jeziorna est jumelée avec :
- Saint-Germain-en-Laye (France) depuis le 15 février 1992
- Pisogne (Italie) depuis le 6 juin 2008
- Leidschendam-Voorburg (Pays-Bas) depuis 1990
- Hranice (Tchéquie) depuis le 6 avril 2006
- Kremenets (Ukraine) depuis le 27 avril 2007
- Naujoji Vilnia (en) (Lituanie) depuis le 20 mars 2009
- Denzlingen (Allemagne)

La ville entretient un accord de coopération avec :
- Cēsis (Lettonie) depuis le 27 janvier 2009